# Le Roi des voleurs
Pour plus de détails, voir Fiche technique et Distribution.
Le Roi des voleurs (Banktresor 713) est un film allemand réalisé par Werner Klingler sorti en 1957.

## Synopsis
Herbert Burkhardt, prisonnier de guerre libéré que récemment, rapatrié tardif, ne trouve pas sa voie dans la jeune République fédérale. Le travail décent n'est pas offert au plus jeune homme dans le miracle économique de Ludwig Erhard. Son frère Klaus, nettement plus jeune que lui, n'est que légèrement mieux en tant que laveur de voitures. Néanmoins, Klaus est persuadé par Herbert de tenter une effraction inhabituelle dans une banque. Au milieu d'une rue animée, les deux hommes ont installé une petite tente de travail à l'abri des regards, personne ne voit que Herbert et Klaus creusent un puits à travers les égouts jusqu'à la salle des coffres.
Franchir le dernier mur de la salle des coffres s'avère particulièrement difficile. Un incident grave se produit : un homme qui les a reconnu dans leurs activités souterraines meurt. Sur ce, Klaus veut se retirer du projet peu de temps avant la fin, afin de ne pas mettre en péril l'avenir avec sa petite amie Margot. Il se retire, laissant son frère, transpirant de plus en plus fanatique, dans le caveau. Mais Klaus oublie que l'accès ouvert à la salle est trop élevé pour qu'Herbert puisse s'échapper vers la liberté avec sa prise seul sans l'aide de Klaus. Au loin, on entend déjà les sirènes de police.

## Fiche technique
- Titre français : Le Roi des voleurs[1]
- Titre original : Banktresor 713
- Réalisation : Werner Klingler assisté de Ralph Lothar
- Scénario : Herbert Reinecker
- Musique : Werner Eisbrenner
- Direction artistique : Hans Kuhnert, Max Vorwerg
- Costumes : Walter Salemann
- Photographie : Helmuth Ashley
- Son : Erwin Tews
- Montage : Wolfgang Wehrum (de)
- Production : Kurt Ulrich
- Sociétés de production : Berolina
- Sociétés de distribution : Deutsche Film Hansa
- Pays d'origine :  Allemagne de l'Ouest
- Langue : allemand
- Format : Noir et blanc - 1,66:1 - Mono - 35 mm
- Genre : Casse
- Durée : 86 minutes
- Dates de sortie :
  -  Allemagne de l'Ouest : 29 août 1957.
  -  Japon : 1er avril 1958.
  -  Danemark : 28 avril 1958.

## Distribution
- Martin Held : Herbert Burkhardt
- Hardy Krüger : Klaus, son frère cadet
- Nadja Tiller : Vera, la compagne de Herbert
- Helga Martin (de) : Margot, la compagne de Klaus
- Hildegard Grethe : La mère Burkhardt
- Charles Regnier : Hartmann
- Fritz Wagner (de) : Le complice de Hartmann
- Margrit Reismann : Christa, la fille de Herbert

## Production
Le film est basé sur les circonstances réelles des deux frères Sass (de), devenus célèbres comme braqueurs à Berlin en 1929.

## Source de la traduction
- (de) Cet article est partiellement ou en totalité issu de l’article de Wikipédia en allemand intitulé « Banktresor 713 » (voir la liste des auteurs).